# Внешняя политика Либерии
Внешняя политика Либерии — общий курс Либерии в международных делах. Внешняя политика регулирует отношения Либерии с другими государствами. Реализацией этой политики занимается министерство иностранных дел Либерии.

## История
Либерия поддерживает традиционно тёплые отношения со странами западного мира. Китай и Ливия были крупными международными партнёрами в восстановлении Либерии. Либерия также поддерживает дипломатические отношения с Кубой. Либерия является одним из основателей Организации Объединённых Наций и её специализированных учреждений, а также членом Африканского союза (АС), Экономического сообщества западноафриканских государств (ЭКОВАС), Африканского банка развития (АБР), Союза государств бассейна реки Мано и Движения неприсоединения.
Либерия вместе с соседними странами Гвинеей и Сьерра-Леоне входит в Союз государств бассейна реки Мано, основанного в 1973 году. Из-за сложных политических отношений между тремя странами не получилось начать более глубокую политическую интеграцию. В мае 2004 года Союз стран бассейна реки Мано возобновил свою деятельность с акцентом на обеспечение взаимной безопасности. Международная контактная группа по Либерии была создана в сентябре 2002 года, в неё вошла Нигерия и Европейская комиссия, а ЭКОВАС выполняет функции секретариата. ООН, Африканский союз, США, Великобритания, Франция, Германия, Швеция, Гана и Всемирный банк являются членами. На международном уровне мандат был расширен в сентябре 2004 года и стал включать Гвинею, Гвинею-Бисау, Кот-д'Ивуар и Сьерра-Леоне, а название было изменено на Международную контактную группу по бассейну реки Мано, хотя название Международная контактная группа по Либерии до сих пор иногда используется на местном уровне в Монровии.
Во время правления Чарльза Тейлора отношения между Либерией и её западноафриканскими соседями серьёзно осложнились. Страны Западной Африки, поддерживаемые Африканским союзом и Организацией Объединённых Наций, заключили соглашение о сотрудничестве в Аккре, что впоследствии привело к изгнанию Чарльза Тейлора в Нигерию в августе 2003 года. После избрания президентом Либерии Элен Джонсон-Серлиф произошло значительное улучшение отношений с западноафриканскими странами и остальным миром. Отношения между Либерией и её непосредственными соседями в регионе реки Мано улучшаются, и в настоящее время предпринимаются усилия по укреплению отношений с другими странами. Либерия подписала пакт о ненападении со Сьерра-Леоне, когда президент Сьерра-Леоне Эрнест Бай Корома посетил эту страну в сентябре 2007 года. Либерия является основным сторонником региональной интеграции.
Либерия предприняла шаги для установления более тесных связей с западными странами, особенно с США. Президент Элен Джонсон-Серлиф посетила несколько западных стран, включая Великобританию, Швецию, Норвегию, Испанию, Францию и Германию. Она также посетила Китай и Ливию.
Политический кризис в Кот-д’Ивуаре в связи с президентскими выборами 28 ноября 2010 года привёл к тому, что более 140 000 человек бежали в Либерию. Беженцы населяли пограничный регион и не поддерживали избранного президента Алассана Уаттара и его предшественника Лорана Гбагбо. Несмотря на то, что политический кризис в Кот-д’Ивуаре был преодолён, гуманитарный кризис, затронувший как беженцев, так и принимающие их страны, сохранился.